# إرنست ونش
إرنست ونش هو سياسي كندي، ولد في 22 مارس 1879 بهارلو في المملكة المتحدة، وتوفي في 11 يناير 1957 بفانكوفر في كندا. حزبياً، نشط في الحزب الديمقراطي الجديد في كولومبيا البريطانية ‏.